# Pseudosparna dimitrisi
Pseudosparna dimitrisi es una especie de escarabajo longicornio del género Pseudosparna, categorizada en la tribu Acanthocinini, de la subfamilia Lamiinae. Fue descrita por Nearns, Swift & Santos-Silva en 2023.
Mide 7,05-9,1 mm de longitud. Se distribuye por América Central: Panamá.